# خلیل الیاس
خلیل الیاس (انگلیسی: Jalil Elías؛ زادهٔ ۲۵ آوریل ۱۹۹۶) بازیکن فوتبال اهل آرژانتین است.
از باشگاه‌هایی که در آن بازی کرده‌است می‌توان به باشگاه فوتبال نیولز اولد بویز اشاره کرد.